# Milaan-San Remo 2009
De 100e editie van Milaan-San Remo werd op zaterdag 21 maart 2009 verreden. Deze editie van de Italiaanse wielerwedstrijd stond vermeld op de historische kalender van de UCI. Om kwart voor tien 's ochtends werden 196 renners van start geschoten en na zes uur en 42 minuten was de opvolger van Fabian Cancellara bekend.

## Parcours

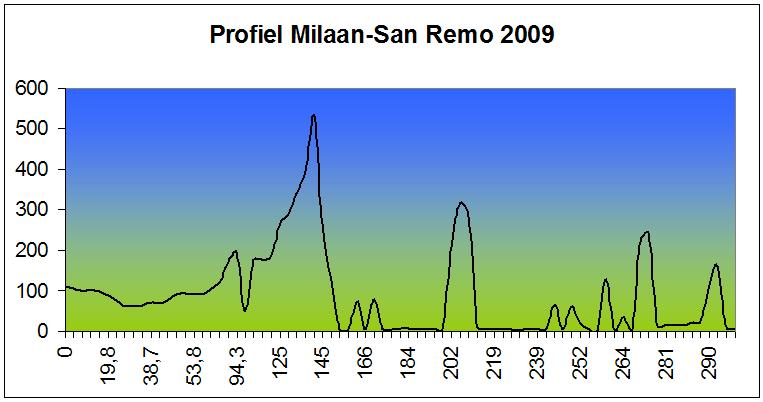
Profiel van Milaan-San Remo 2009

In vergelijking met eerdere edities lijkt het parcours van deze editie erg op die van 2008. In vergelijking met de meeste eerdere edities zijn er twee wijzigingen. De eerste is op zo'n 100 kilometer voor de streep: daar is een omleiding ingevoegd vanwege aardverschuivingen. Hierdoor is net als in 2008 de heuvel Le Manie opgenomen. Bovendien is het parcours hierdoor vier kilometer langer geworden: de renners leggen dus 298 in plaats van de gebruikelijke 294 kilometer af.
Verder is de finish niet, zoals gebruikelijk, op de Via Roma, maar op de Lungomare Italo Calvino. Van deze traditie is afgeweken, omdat er op en omstreeks 21 maart aan de weg wordt gewerkt. Vorig jaar waren er ook al werkzaamheden aan de Via Roma rondom Milaan-San Remo, dat jaar werd echter uitgeweken naar de Lungomare delle Nazioni, die in het verlengde van de Lungomare Italo Calvino ligt. Hierdoor is de Poggio weer iets dichter bij de finish "gelegd": de renners moeten, als ze eenmaal boven zijn, nog 6 kilometer, zo'n 200 meter minder dan vorig jaar.
In totaal moeten de renners zeven beklimmingen overwinnen. Na ongeveer 150 kilometer doemt de eerste "berg" op: de Passo del Turchino is met zijn veertien kilometer à gemiddeld vier % en met een maximum van elf % geen niemendalletje. Na de technische afdaling moeten de renners de dit jaar ingevoegde Le Manie op. Op honderd kilometer van de finish begint het peloton aan de eerste van de Tre Capi: de Capo Mele, met gemiddeld 8,1 % de steilste beklimming van de dag. Daarna volgen de Capo Cervo en de Capo Berta. Op 25 kilometer van de streep volgt de Cipressa om na de afdaling te beginnen aan de Poggio.

## Deelnemersveld
Van alle 196 deelnemers staan alleen favorieten Alessandro Petacchi en Filippo Pozzato al op de erelijst van Milaan-San Remo. Verder waren ook Tom Boonen, Thor Hushovd, Daniele Bennati, Robbie McEwen en Mark Cavendish grote favorieten voor een zege in een massasprint. Naast grote groep outsiders voor de winst na een massasprint, is Davide Rebellin de belangrijkste niet-sprinter op de startlijst.
Belangrijke afwezigen door blessureleed zijn de Zwitser Fabian Cancellara, die vorig jaar won, zijn teamgenoot Fränk Schleck, de Italiaan Alessandro Ballan, de wereldkampioen, en de Spanjaard Óscar Freire, die Milaan-San Remo al tweemaal wist te winnen.
Een van de outsiders om te winnen in een sprint, Mirco Lorenzetto, is niet gestart wegens een opkomende griep.
In totaal 21 ploegen van acht renners en vier ploegen met zeven renners namen deel aan deze editie van Milaan-San Remo. Drie ploegen begonnen bewust met zeven renners aan de koers, terwijl Lampre werd gedwongen tot het rijden met zeven man, omdat Lorenzetto uitviel. Onder hen zijn alle 18 UCI ProTourploegen en 7 UCI Europe Tourploegen.
| Deelnemende teams                               | Deelnemende teams        |
| ----------------------------------------------- | ------------------------ |
| Acque & Sapone - Caffe Mokambo                  | Garmin-Slipstream        |
| AG2R-La Mondiale                                | ISD                      |
| Astana                                          | Lampre-N.G.C.            |
| Barloworld                                      | Liquigas                 |
| Bbox Bouygues Télécom                           | LPR Brakes Farnese Vini  |
| Caisse d'Epargne                                | Quick·Step               |
| Ceramica Flaminia Bossini Docce                 | Rabobank                 |
| Cervélo Test Team                               | Silence-Lotto            |
| Cofidis, Le Crédit en Ligne                     | Team Columbia - Highroad |
| Serramenti PVC Diquigiovanni-Androni Giocattoli | Team Katusha             |
| Euskaltel-Euskadi                               | Team Milram              |
| Française des Jeux                              | Team Saxo Bank           |
| Fuji-Servetto                                   |                          |

## Verloop
De eerste aanval was na drie kilometer van Gianpaolo Cheula. Hij werd echter snel weer teruggepakt en het peloton was weer compleet. Na 29 kilometer was er een valpartij, waar onder andere Stuart O'Grady, René Mandri en Fabio Sabatini bij betrokken waren. O'Grady moest afstappen, waar eerder Rony Martias de wedstrijd al moest beëindigen. Een andere favoriet, Mirco Lorenzetto, verscheen niet aan de start.
Na 120 kilometer ontstond een kopgroep van elf man: Sebastian Lang, Bernhard Eisel, Gianpaolo Cheula, Thomas Bertolini, Michail Ignatiev, Yuri Krivtsov, Sébastien Turgot, Christophe Le Mével, Maxim Belkov, Kasper Klostergaard en Maarten Tjallingii kregen een paar minuten voorsprong. Toen het verschil rond de vijf minuten was, zette Astana (met Lance Armstrong) zich op kop van het peloton. Het verschil kwam onder de twee minuten en de kopgroep viel op Le Mánie (na 200 kilometer) uit elkaar. Cheula en Le Mevel kwamen aan kop, met Krivtsov en Ignatiev als achtervolgers. Al snel reden ze met zijn vieren aan kop, met een minuutje voorsprong op het peloton. Lang, Belkov, Klostergaard en Tjallingii kwamen erbij en er werd tempo gemaakt in de kopgroep. Het verschil groeide weer tot meer dan twee minuten op de Capo Mele, 50 kilometer voor de finish. Na het passeren van de Capo Berta (37 km voor de finish) was de voorsprong van de 8 koplopers geslonken tot 1 minuut en 15 seconden. Ze werden op de Cipressa bijgehaald waarna een peloton van bijna 100 man samen de Poggio opreed en Mark Cavendish de wedstrijd won door in de sprint Heinrich Haussler met minder dan een banddikte te verslaan.

## Uitslag
| Rang | Naam                | Land                | Ploeg                             | Tijd               |
| ---- | ------------------- | ------------------- | --------------------------------- | ------------------ |
| 1    | Mark Cavendish      | Verenigd Koninkrijk | Team Columbia-High Road           | 6u42'31"           |
| 2    | Heinrich Haussler   | Duitsland           | Cervelo                           | zt.                |
| 3    | Thor Hushovd        | Noorwegen           | Cervelo                           | op 00:02           |
| 4    | Allan Davis         | Australië           | Quickstep                         | zt.                |
| 5    | Alessandro Petacchi | Italië              | LPR Brakes - Farnese Vini         | zt.                |
| 6    | Daniele Bennati     | Italië              | Liquigas                          | zt.                |
| 7    | Aitor Galdós        | Spanje              | Euskaltel - Euskadi               | zt.                |
| 8    | Enrico Rossi        | Italië              | Ceramica Flaminia - Bossini Docce | zt.                |
| 9    | Luca Paolini        | Italië              | Acqua E Sapone                    | zt.                |
| 10   | Peter Velits        | Slowakije           | Milram                            | zt.                |
| 12   | Greg Van Avermaet   | België              | Silence-Lotto                     | zt.                |
| 14   | Karsten Kroon       | Nederland           | Team Saxo Bank                    | zt.                |
| 15   | Tom Boonen          | België              | Quickstep-Energetic               | zt.                |
| 21   | Sebastian Langeveld | Nederland           | Rabobank                          | zt.                |
| 23   | Philippe Gilbert    | België              | Silence-Lotto                     | zt.                |
| 32   | Nick Nuyens         | België              | Rabobank                          | zt.                |
| 61   | Johan Vansummeren   | België              | Silence-Lotto                     | op 03:53           |
| 67   | Robbie McEwen       | Australië           | Katyusha                          | op 08:19           |
| 83   | Niki Terpstra       | Nederland           | Team Milram                       | zt.                |
| 90   | Jürgen Roelandts    | België              | Silence-Lotto                     | zt.                |
| 111  | Maxime Monfort      | België              | Team Columbia-Highroad            | zt.                |
| 120  | Joost Posthuma      | Nederland           | Rabobank                          | zt.                |
| 136  | Thomas Dekker       | Nederland           | Silence-Lotto                     | zt.                |
| 139  | Tom Leezer          | Nederland           | Rabobank                          | zt.                |
| 151  | Wilfried Cretskens  | België              | Silence-Lotto                     | op 12:29           |
| 162  | Christophe Le Mével | Frankrijk           | Française Des Jeux                | op 12:35 (laatste) |

1907 · 1908 · 1909 · 1910 · 1911 · 1912 · 1913 · 1914 · 1915 · 1916 · 1917 · 1918 · 1919 · 1920 · 1921 · 1922 · 1923 · 1924 · 1925 · 1926 · 1927 · 1928 · 1929 · 1930 · 1931 · 1932 · 1933 · 1934 · 1935 · 1936 · 1937 · 1938 · 1939 · 1940 · 1941 · 1942 · 1943 · 1944 · 1945 · 1946 · 1947 · 1948 · 1949 · 1950 · 1951 · 1952 · 1953 · 1954 · 1955 · 1956 · 1957 · 1958 · 1959 · 1960 · 1961 · 1962 · 1963 · 1964 · 1965 · 1966 · 1967 · 1968 · 1969 · 1970 · 1971 · 1972 · 1973 · 1974 · 1975 · 1976 · 1977 · 1978 · 1979 · 1980 · 1981 · 1982 · 1983 · 1984 · 1985 · 1986 · 1987 · 1988 · 1989 · 1990 · 1991 · 1992 · 1993 · 1994 · 1995 · 1996 · 1997 · 1998 · 1999 · 2000 · 2001 · 2002 · 2003 · 2004 · 2005 · 2006 · 2007 · 2008 · 2009 · 2010 · 2011 · 2012 · 2013 · 2014 · 2015 · 2016 · 2017 · 2018 · 2019 · 2020 · 2021 · 2022 · 2023 · 2024 · 2025
Lijst van beklimmingen